# Peter Probst

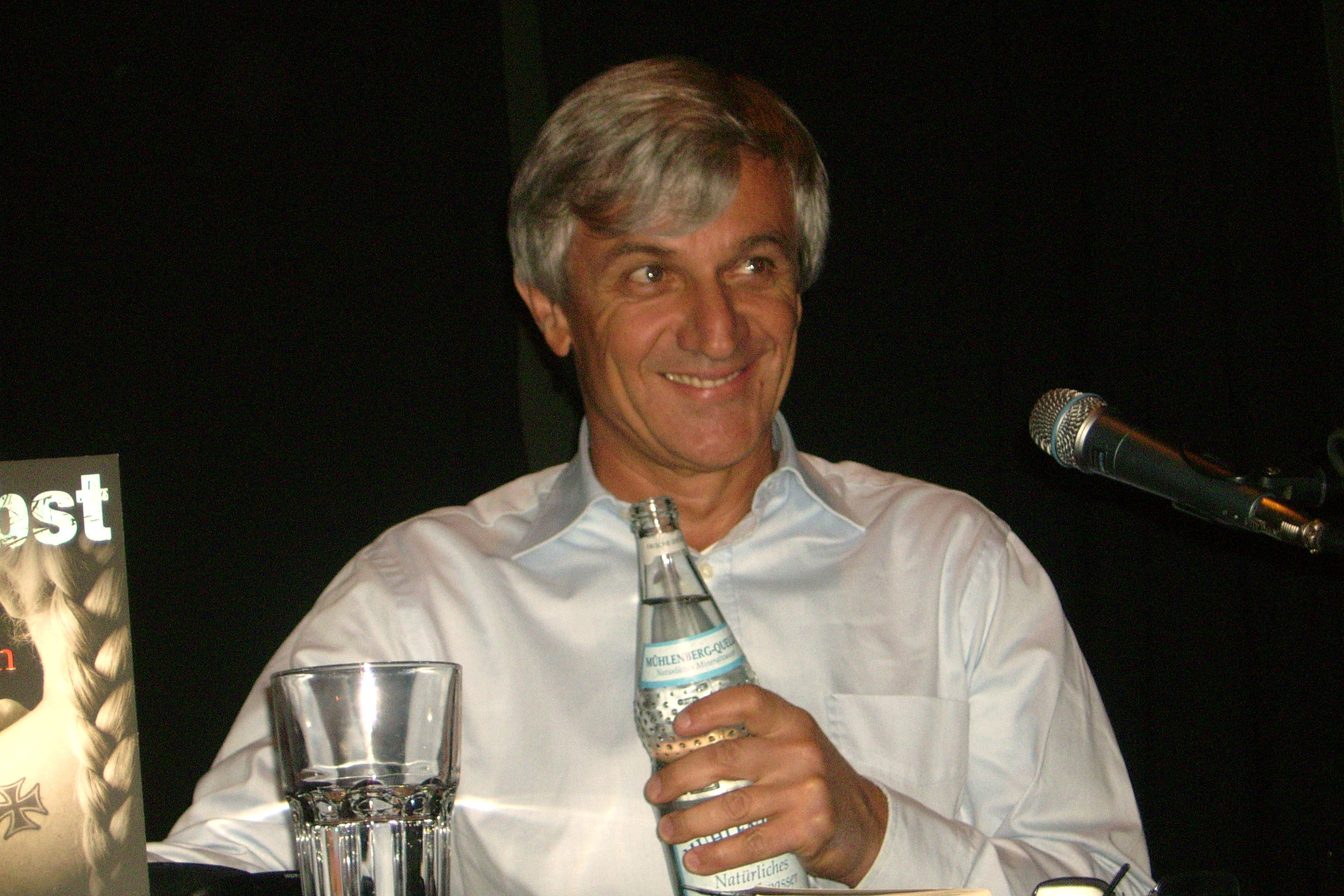
Peter Probst 2010 auf Lesereise

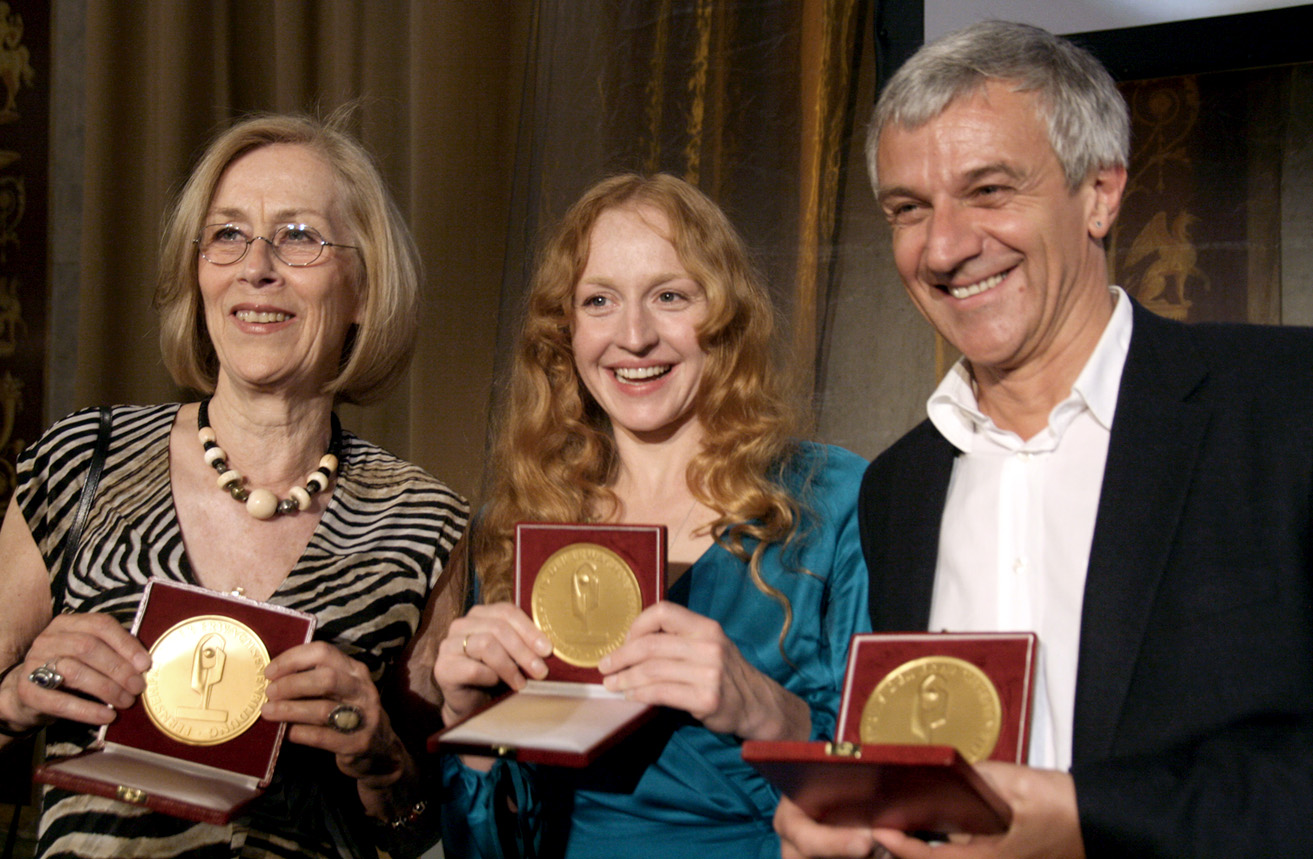
Peter Probst mit Dagmar Hirtz (l.) und Brigitte Hobmeier (Fernsehpreis der Österreichischen Erwachsenenbildung 2011)

Peter Probst (* 22. Dezember 1957 in München) ist ein deutscher Drehbuchautor und Schriftsteller.

## Leben
Probst absolvierte ein Studium der Germanistik, Katholischen Theologie und Italienischen Literatur an der LMU München. Mit einem Stipendium des Deutschen Akademischen Austauschdienstes (DAAD) ging er 1980/81 nach Rom. Das Literarische Colloquium Berlin lud ihn 1988/89 zu seiner „Theaterautorenwerkstatt“ ein. Sein dabei entstandenes Theaterstück Höhenschwindel wurde am Schauspielhaus Hamburg uraufgeführt. 1989/90 war Probst Gasthörer an der 1. DrehbuchWerkstatt München. Schon 1982 hatte er mit der Arbeit für das Fernsehen begonnen. Neben Features und Dokumentationen, bei denen er zum Teil auch Regie führte, sind inzwischen über 90 seiner Drehbücher verfilmt worden. Ab 2003 schrieb er mit seiner Frau Amelie Fried eine Reihe von Kinderkrimis, 2012 das Sachbuch Verliebt, verlobt, verrückt. Warum alles gegen die Ehe spricht und noch mehr dafür. Von 1994 bis 1998 war Probst Gastdozent an der Deutschen Film- und Fernsehakademie Berlin (dffb), seit 2002 ist er Lehrbeauftragter an der Bayerischen Akademie für Fernsehen und Digitale Medien (BAF), ab 2013 an der HFF München. 2009 wurde er in die Jury des Bayerischen Filmpreises berufen, seit 2016 gehört er dem Auswahlgremium der Südtiroler Filmförderung (IDM) an. Für sein Drehbuch Die Hebamme – Auf Leben und Tod erhielt Probst zahlreiche Preise, unter anderem den Fernsehpreis der Österreichischen Erwachsenenbildung 2010, den Stern des Jahres der Münchner Abendzeitung 2011 und den Grimme-Preis 2012. Für Luis Trenker – Der schmale Grat der Wahrheit wurde ihm 2015 zum 2. Mal der AZ Stern des Jahres verliehen.
Von 2020 bis 2023 wandte sich Probst einem autofiktionalen Projekt zu: In drei Romanen (Wie ich den Sex erfand, Die wilde Wut des Wellensittichs und Ich habe Schleyer nicht entführt) lässt er sein Alter Ego Peter Gallitzer seine pubertäre Verwirrtheit sowie die Wirren, in die seine Generation verwickelt war, durchleben. Nicht ohne Blick auf die absurde und komische Seite vieler privater und politischer Ereignisse.  
Peter Probst ist mit Amelie Fried verheiratet und lebt in Bayern.

## Filmografie (Auswahl)
- ab 1995: Tatort (Fernsehreihe)
  - 1995:  Falsches Alibi
  - 1995: Im Herzen Eiszeit
  - 1998: Gefallene Engel
  - 1999: Todesangst
  - 2003: Wenn Frauen Austern essen
  - 2007: Der Traum von der Au
  - 2011: Jagdzeit
  - 2016: Totenstille
  - 2017: Auge um Auge
  - 2021: Borowski und die Angst der weißen Männer
- 1995: Schwurgericht (Fernsehreihe)
- 1996–2001: Polizeiruf 110 (Fernsehreihe)
  - 1996:  Lauf oder stirb
  - 2001: Fluch der guten Tat
  - 2002: Henkersmahlzeit
- 1997: Ärzte – Vollnarkose
- 1998: Ärzte – Hoffnung für Julia
- 1998: Schock – Eine Frau in Angst
- 1999: Zum Sterben schön
- 1999: Am Anfang war der Seitensprung (Fernsehfilm)
- 2001: Am Anfang war die Eifersucht
- 2001: Hochzeit zu viert
- 2002: Der Mann von nebenan (Fernsehfilm)
- 2002: Die Katzenfrau
- 2002: Das Duo – Tod am Strand
- 2005: Der Mann von nebenan lebt!
- 2006: Liebes Leid und Lust (Fernsehfilm)
- 2009: Taco und Kaninchen (Fernsehserie, zwei Folgen)
- 2008: Freiwild – Ein Würzburg-Krimi
- 2010: Die Hebamme – Auf Leben und Tod
- 2012: Bamberger Reiter. Ein Frankenkrimi
- 2015: Luis Trenker – Der schmale Grat der Wahrheit
- 2016: Landkrimi – Endabrechnung
- 2016: Kommissarin Lucas – Kreuzweg
- 2018: Kommissarin Lucas – Das Urteil
- 2020: Schönes Schlamassel
- 2021: Für immer Eltern
- 2023: Kommissarin Lucas – Du bist mein

## Werke
- Blinde Flecken. Kriminalroman. Deutscher Taschenbuch Verlag, 2010, ISBN 978-3-423-21195-6. (Auftaktband der Reihe Schwarz ermittelt)
- Personenschaden. Kriminalroman. Deutscher Taschenbuch Verlag, 2011, ISBN 978-3-423-21264-9 (2. Band der Reihe Schwarz ermittelt)
- Im Namen des Kreuzes. Kriminalroman. Deutscher Taschenbuch Verlag, 2012, ISBN 978-3-423-21350-9 (3. Band der Reihe Schwarz ermittelt)
- Das Wunder von Werne. Kurzkrimi. In: Mord am Hellweg. Band 6: Kalendarium des Todes. Grafit, Dortmund 2012, ISBN 978-3-89425-409-4.
- Gavoi : Ein sardisches Tagebuch 2012. Eisenhut Verlag, Hagen-Berchum 2013, ISBN 978-3-942090-19-3.
- Wie ich den Sex erfand. Verlag Antje Kunstmann, 2020, ISBN 978-3-956143-84-7.
- Die wilde Wut des Wellensittichs. Verlag Antje Kunstmann, 2022, ISBN 978-3-95614-482-0.
- Ich habe Schleyer nicht entführt. Verlag Antje Kunstmann, 2023  ISBN 978-3956145612.

Zusammen mit Amelie Fried:
- Verliebt, verlobt – verrückt. Warum alles gegen die Ehe spricht und noch mehr dafür. Heyne Verlag, 2012, ISBN 978-3-453-19524-0.
- die Kinderkrimi-Buchserie Taco und Kaninchen (6 Bände)
- Amelie Fried: Schuhhaus Pallas. Wie meine Familie sich gegen die Nazis wehrte. Carl Hanser Verlag, 2008, ISBN 978-3-446-20983-1

## Hörbücher
- Taco und Kaninchen – Arme Millionäre. Gelesen von Amelie Fried, 2004, ISBN 3-89830-778-6.
- Taco und Kaninchen – Hilfe für Ali. Gelesen von Amelie Fried, 2006, ISBN 3-86604-106-3.
- Verliebt, verlobt – verrückt. Warum alles gegen die Ehe spricht und noch mehr dafür. Gelesen von Amelie Fried und Peter Probst, Random House Audio, 2012, ISBN 978-3-8371-1565-9.
- Wie ich den Sex erfand. Gelesen von Christian Tramitz Verlag Antje Kunstmann, München, ISBN 978-3956144103